# Die fast vergessene Welt
Die fast vergessene Welt ist eine US-amerikanische Abenteuerkomödie, die 2009 unter der Regie von Brad Silberling entstand und auf der Fernsehserie Im Land der Saurier aus den 1970er Jahren basiert.

## Handlung
Der Paläontologe Dr. Rick Marshall, der sein kontrovers diskutiertes Buch zu seiner wissenschaftlichen Theorie über den Zusammenhang von Quantenphysik und Paläontologie in der NBC-Sendung Today präsentieren durfte, hat einen Tachyonen-Verstärker erfunden. Mit diesem kann man in der Zeit nicht vor und zurück, dafür aber parallel springen. Gemeinsam mit der Studentin Holly Cantrell, die seine Theorie studiert hat, macht er sich auf den Weg zu der Stelle, an der sie ein Fossil mit dem Abdruck eines modernen Feuerzeugs gefunden hat.
An dieser Stelle betreibt Will Stanton eine Touristenfalle mit dem Namen „The Devil’s Canyon Mystery Cave“. Als Bootsführer bringt er die beiden Wissenschaftler mit seinem Schlauchboot in die Höhle, in der Marshall eine besonders hohe Portion Tachyonen gemessen hat. Als der Wissenschaftler sein Gerät einschaltet, löst er ein Erdbeben aus, das die drei Bootsinsassen erst in einen Wasserfall reißt und daraufhin in eine parallele Zeit katapultiert. Ohne den Tachyonen-Verstärker finden sie sich in einer anderen Welt in einer Wüste wieder, in denen zwei Primaten einen dritten ermorden wollen. Sie retten ihn, und nachdem er sich als Cha-Ka von dem Pakuni-Stamm vorgestellt hat, wird die Gruppe erneut in die Tiefe gerissen. Nun befinden sie sich in einer Fütterungsstation eines Tyrannosaurus. Sie können vor dem Tier flüchten und entdecken in einer Höhle die Leichen zweier Soldaten. Im Umfeld der Höhle finden sie zu dem bizarre Artefakte von der Erde.
Am nächsten Morgen empfängt Marshall einen telepathischen Hilferuf, dem die Gruppe in den Dschungel folgt. Dort finden sie einen prismaartigen Obelisken. Unabsichtlich wecken sie eine Gruppe Echsenmenschen, die sich Sleestak nennen. Sie flüchten in den Obelisken und treffen dort einen weiteren Echsenmenschen namens Enik, der – im Gegensatz zu den anderen – eine Tunika trägt. Nach eigenen Angaben wurde er von dem bösartigen Zarn ins Exil geschickt, der mit seiner Gefolgschaft die Erde unterjochen will. Enik kann dies nur verhindern, wenn Marshall sich den Tachyonen-Verstärker wiederbeschafft.
Cha-Ka führt die Gruppe zu einer Salzwüste, in der sich zum Teil irdische Gegenstände befinden und zufällig Erdenbewohner vom Himmel fallen, um von Sauriern gefressen zu werden. Obwohl es der Gruppe gelingt, den Allosaurus, der den Tachyonen-Verstärker verschluckt hat, mit Hilfe eines Katapults und einer Flasche Distickstoffmonoxid zu sprengen, wird der Verstärker von einem Pteranodon verschleppt.
Am nächsten Tag können sie den Verstärker mit Müh und Not aus dem Nest des Pteranodons auf einer Spitze eines Vulkans retten. Marshall, Cha-Ka und Stanton feiern ihren Erfolg im Pool eines Motels, das sich ebenfalls in der Salzwüste befindet, während Holly den Verstärker repariert. Diese entfernt sich mit dem Gerät von ihren mittlerweile unter Drogeneinfluss stehenden Begleitern und wird im Dschungel von den Sleestak gefangen genommen. Als Marshall, Cha-Ka und Stanton wieder zu sich kommen, stellen sie Hollys Verschwinden fest. Während Marshall und Stanton Holly suchen, macht sich Cha-Ka mit dem Verstärker auf den Weg zu Enik. Marshall und Stanton können Holly befreien, müssen aber bei Cha-Kas und Eniks Eintreffen feststellen, dass letzterer nicht der Freund ist, der er vorgibt zu sein: Enik ist es, der die Herrschaft über die Erde an sich bringen will. Das plötzliche Auftauchen des Tyrannosaurus schlägt Enik in die Flucht und zwingt Marshall zu einem Kampf mit dem Saurier. Bei dem Kampf mit dem Saurier will er sein Feuerzeug benutzen, wobei dieses auf den Boden fällt und durch einen Tritt des Sauriers das Fossil entsteht. 
Parallel verfolgen Holly und Stanton Enik. Sie können seine Pläne vereiteln, als ihnen Marshall auf dem Rücken des Sauriers zu Hilfe kommt. Während Holly und Marshall auf die Erde zurückkehren, bleibt Stanton bei Cha-Ka und darf feststellen, dass dessen Stamm attraktive, scheinbar unbehaarte Frauen angehören.
In einer Post-Credit-Szene ist zu sehen, wie aus einem Dinosaurier-Ei, das Marshall mitgebracht hat, ein Sleestak schlüpft.

## Kritiken
„Abenteuerkomödie mit wenigen gelungenen Gags, in denen der Reiz des aufwändigen Settings und das Slapstick-Talent des Hauptdarstellers genutzt werden; der große Rest des Films verliert sich in Fäkal-Humor und einer schleppenden, uninspirierten Handlung.“

„Hanebüchene Gagparade, die mit Tempo und einer Reihe wahnwitziger Einfälle die hauchdünne Story ausgleicht.“

„Spielberg-Schüler Brad Silberling (...) taucht hier in einen surrealen Fantasy-Kosmos und präsentiert eine nicht gerade logische, aber doch recht witzige Geschichte um einen tumben Wissenschaftler, dessen Intelligenz immer wieder vor schwierige Aufgaben gestellt wird. So überzeugt das wild-futuristische Urzeit-Spektakel auch weniger durch die hanebüchene Geschichte als durch eine Vielzahl witziger wie absurder Gags. Für derlei Späße ist Will Ferrell natürlich stets die richtige Besetzung auch wenn ein paar Situationen (etwa die Rauschsequenz) noch deftiger hätten ausfallen dürfen.“

## Veröffentlichung

### Marketing
Der erste Trailer zum Film wurde im Rahmen des 39. Super Bowls gezeigt. Ein weiterer Trailer wurde exklusiv von der Fast-Food-Kette Subway ausgewertet. Auf dem Sender Syfy wurde am Memorial Day die komplette Originalserie ausgestrahlt und mit Interviews der Macher des Films kombiniert.

### Auswertung
Der Film startete am 5. Juni in den US-amerikanischen und am 1. Oktober 2009 in den deutschen Kinos.

## Auszeichnungen
- Bei den Teen Choice Awards 2009 war Will Ferrell in der Kategorie „Actor Comedy“ nominiert.
- Der Film wurde 2010 für insgesamt sieben Goldene Himbeeren nominiert, darunter auch in der Kategorie „Schlechtester Film“.